# Rufino Nicacci
Rufino Nicacci (Deruta, 1911 – 1977) fue un sacerdote franciscano italiano conocido por su trabajo a favor de los judíos durante la Segunda Guerra Mundial, acciones por las que fue reconocido como Justo entre las Naciones en 1976. Junto con el obispo de Asís, monseñor Giuseppe Placido Nicolini y el padre Aldo Brunacci organizó una red de escondites en monasterios, vías de escape y falsificación de documentos que consiguió salvar a cerca de 200 judíos. En esta red se basa el libro Los clandestinos de Asís, de Alexander Ramati y la película homónima de 1985.

## Segunda Guerra Mundial
En septiembre de 1943, Nicacci era el guardián del convento franciscano de San Damián, en Asís. Junto al obispo Giuseppe Placido Nicolini y el padre Aldo Brunacci, secretario de la diócesis y presidente del Comité de ayuda a los refugiados, Nicacci proporcionó falsas identidades a los judíos perseguidos de la zona y les dio refugio en monasterios y conventos.
Tras la guerra, estableció un pequeño asentamiento para cristianos y judíos desplazados en Montenero, a las afueras de Asís y fue párroco de Deruta.

## Legado
Yad Vashem lo nombró Justo entre las Naciones en abril de 1974.